# Tekstovi piramida
Tekstovi piramida su skup religijskih tekstova iz doba Drevni Egipat koji su pronađeni u piramidi faraona Unasa u Sakari, a kasnije su pronađeni u piramidama vladara VI. dinastije (Teti, Pepi I., Merenre, Pepi II.), piramidi Ankhsenpeppi II, piramidama triju kraljica (Neith, Iput II, Weđebetni; žene Pepija II) te u grobnici kralja Ibija iz VIII. dinastije. 

## Povijest i opis
Egiptolozi braća Emile Charles Adalberd Brugsch i Heinrich Brugsch otrili su u veljači 1881. u Sakari grobnicu faraona Unasa, posljednjeg vladara V. dinastije:64 i tamo otkrili na zidu hijeroglife koje su nazvali Tekstovi piramida.
Riječ je o religijskim tekstovima koji sadrže molitve, obredne tekstove i upute koji pomažu faraonu snalaženje u pogrebnom životu. Najprije se mislilo da su se religijski tekstovi pisali samo u grobnicama faraona V. i VI.dinastije, no novija istraživanja ukazuju da su se takvi tekstovi pisali i u I. međurazdoblju. :180
Tekstovi se sastoje se od tri "razine". Prva su razina, magični tekstovi, pomoću kojih se izgovaraju razne formula te zatim slijede tzv. izjave koje imaju sličnu ulogu kao i magični tekstovi.
Zadnji dio su himne koje su posvećene raznim bogovima. Himne opisuju put u zagrobni život, svijeta mrtvih, o naravi i moći bogova te o iskušenjima koje preminuli nailazi na putu kroz svijet mrtvih. Zadaća Tekstova je bila briga za preminulog, pružanje zaštite preminulog od opasnosti te pomoć da lakše pridobije bogove za sebe. Tekstovi su se čitali od ulaza u grobnicu do pogrebne odaje.:180-181